# Флавий Евтолмий Татиан
Флавий Евтолмий Татиан (лат. Flavius Eutolmius Tatianus) — римский государственный деятель второй половины IV века, консул 391 года. Занимал ряд гражданских должностей, достиг значительного положения при Феодосии I Великом, но лишился его в результате придворных интриг.

## Биография

### Происхождение
Татиан происходил из ликийского рода. Его отцом, по всей видимости, был Антоний Татиан, который находился на посту презида Карии в 360—364 годах и участвовал в проведении антихристианской политики императора Юлиана II Отступника. Матерью Татиана была дочь Евтолмия — наместника одной из восточных провинций в 365 году. Евтолмии происходили из Сирии и были в родственных связях с антиохийским родом Арсениев.

### Карьера
Татиан, предположительно, родился в Сидиме. Он начал свою карьеру в то время, когда его отец управлял провинцией. Около 357 года Татиан был адвокатом, а затем асессором презида, викария, проконсула и двух префектов. В 60-х годах IV века он занимал должность презида Фиваиды. В период с 367 по 370 год Татиан находился на посту префекта Египта. В Египте он исполнял приказы Валента II о гонении на католиков и поддерживал ариан. Между 370 и 374 годом Татиан занимал должность консуляра Сирии и одновременно был комитом Востока. Ритор Либаний в своей речи восхваляет его за обогащение сирийской столицы Антиохии, но в то же время укоряет за практикование порки преступников до смерти. Известно, что он был другом Татиана.
В 374—380 годах Татиан занимал должность комита священных щедрот в императорской финансовой администрации. После работы в течение года при Феодосии I, Татиан оставил своё место и ушел в отставку. Возможно, это было связано с давлением чиновников, которых новый император перевел с собой с Запада. В течение следующих восьми лет Татиан вёл частную жизнь в Ликии.
16 июня 388 года, незадолго до своего отъезда в поход против узурпатора Магна Максима, Феодосий I назначил Татиана префектом претория Востока. После отправки приказа о назначении Татиану в Ликию император назначил его сына Прокула префектом Константинополя. Вполне вероятно, назначение выходцев из восточных провинций, тем более отца и сына, было связано с желанием Феодосия установить баланс между «западными» и «восточными» чиновниками в своей администрации. От этого периода сохранилось несколько законов, носящих несколько антицерковный характер, но тем не менее, нельзя говорить об изменении политики в пользу язычников. Татиан, будучи префектом претория, продвигал своих родственников на руководящие посты в провинциях. Например, в 388 году Флавий Евтолмий Арсений стал президом Фиваиды, а спустя некоторое время президом Карии был назначен Антоний Приск. В Афродисиаде по приказу Татиана были установлены статуи в честь Гонория, Аркадия и Валентиниана II. Похожие статуи устанавливались и в памфилийском городе Сиде и фиваидском Антинополе. Данные мероприятия можно расценить как демонстрацию лояльности Татиана Феодосию. В 391 году Татиан занимал должность ординарного консула вместе с Квинтом Аврелием Симмахом.

### Падение
Падение Татиана было вызвано его конфликтом с могущественным военачальником и политиком Руфином, который опасался власти, сконцентрировавшейся в руках отца и сына и завидовал им. Руфин воспользовался некоторыми ошибками Татиана в управлении финансами, чтобы свергнуть и арестовать его, став его преемником на посту префекта (сентябрь 392 года). Татиан позже был отправлен в изгнание, вероятно, в Ликию, и предан проклятию памяти: его имущество было конфисковано, а статуи с его именем разрушены. Его сын Прокул сначала сбежал, затем через несколько месяцев вернулся, был взят под стражу и в декабре 393 года казнён.
Низвержение Татиана привело к потере его родственниками своих постов, а влияние его рода ограничилось Ликией. Потомки Татиана упоминаются в V веке. Так, префект Константинополя в 450 году Татиан, очевидно, был сыном его дочери.
Известно, что Флавий Евтолмий Татиан был язычником.